# Pseudophilautus rugatus
Pseudophilautus rugatus é uma espécie de anfíbio da família Rhacophoridae. Foi endémica do Sri Lanka.